# Ordine di Faysal I
L'ordine di Faysal I era un'onorificenza del regno dell'Iraq, cessata poi con l'avvento della repubblica irachena.

## Storia
L'ordine venne fondato nel 1932 da Faysal I, primo re dell'Iraq, come ricompensa destinata a premiare quanti si fossero largamente distinti nei confronti del re o dello stato iracheno.

## Classi
L'ordine veniva concesso in tre gradi di benemerenza:
- Cavaliere di I Classe
- Cavaliere di II Classe
- Cavaliere di III Classe

## Insegne
- La medaglia dell'ordine consiste in un fiore a sette petali smaltati di bianco e nervati d'oro avente al centro un tondo d'oro riportante il profilo del re Faysal I rivolto a destra con attorno la legenda in arabo dei suoi titoli. La medaglia è sostenuta al nastro da una corona reale in oro.
- La placca riprende i medesimi disegni della medaglia ma è montata su una stella raggiante di sette punte e di altrettante diamantate.
- Il nastro è azzurro con una striscia fuxia per parte.